# Кувасима, Хоко
Хоко Кувасима (яп. 桑島 法子 Кувасима Хо:ко, (иногда неверно транскрибируется как Норико, из-за того, что это ещё один вариант чтения яп. 法子)) — сэйю и певица, родилась 12 декабря 1975 году в Канегасаки. Очень разносторонняя актриса, так как в список её ролей зачастую входят совсем непохожие друг на друга персонажи. На данный момент она работает в компании Aoni Production.

## Существенные аниме-роли
- Angelic Layer — Сай Дзёноути
- Argento Soma — Гаррет Басолемэ, Маки Агата
- Azumanga Daioh — Кагура
- Beyblade — Кёдзю
- Betterman — Мияко Асами
- Блич — Сой Фон (с 206 серии)
- Blue Gender — Марлин Энджел
- Black Lagoon — Юкио Васиминэ (2 сезон)
- Chobits — Минору Кокубундзи
- Clannad — Томоё Сакагами
- Claymore — Клэр
- Denno Coil — Юко Амасава
- Detective Academy Q — Мэгуми Минами
- Final Fantasy: Unlimited — Майлс
- Fullmetal Alchemist — Роза Томас
- Gravion — Лиру
- Gravion Zwei — Лиру
- Gundam SEED — Флэй Оллстер, Натарл Бэдкирел
- Gundam SEED DESTINY — Стеллер Лоузер, молодой Рей За Буррел
- GUNxSWORD — Венди Галлет
- Hakuouki — Тидзуру Юкимура
- HeartCatch Precure! - Ицуки Мёдоин/Cure Sunshine
- Infinite Ryvius — Аой Хосэн
- InuYasha — Санго
- Kenran Butou Sai: The Mars Daybreak — Вестемона Лаурен
- Konjiki no Gash Bell! — Колулу
- Kamikaze Kaito Jeanne — Марон Касакабэ, Джин
- Madlax — Маргарет Бертон
- Martian Successor Nadesico *дебют — Юрика Мисумару
- Melody of Oblivion — Бокка
- Ninja Scroll: The Series — Сигурэ
- Noir — Кирика Юмура
- Nurarihyon no Mago: Sennen Makyou — Ёхимэ
- RahXephon — Куон Кисараги
- Saiunkoku Monogatari — Ко Сюрэй
- Simoun — Гурагиф
- Shinshi Doumei Cross — Отомия Хайнэ
- Slayers TRY — Филия Уль Копт
- Sonic X — Молли
- Soul Eater — Медуза
- Steel Angel Kurumi — Накахито Кагура
- The Twelve Kingdoms — Сёкэй
- Transformer Galaxy Force — Хоп
- Valkyria Chronicles — Исара Гюнтер
- X TV — Сацуки Ятодзи
- Z.O.E Dolores, i — Долорэс